# Zu Jia
Zu Jia   (segle XIII aC - 1226 aC) va ser un rei xinès de la Dinastia Shang de la història xinesa. El seu nom personal era Zi Zai (子載). En el llibre de Guoyu (国语) el seu altre nom era Di Jia (帝甲). La seva capital hi era a Yin (殷). Zu Jia va regnar durant la primera meitat del segle XII aC, des de la ciutat de Yin, l'antiga capital històrica de Shang. Se sap que va iniciar reformes religioses i successives per resoldre problemes anteriors. El seu període va marcar l'ascens del predinàstic Zhou, que va començar a desenvolupar relacions més complexes amb la cort Shang després de la mort de Wu Ding.

## Biografia
Poc se sap sobre els primers anys de la vida de Zu Jia. Era un membre reial de la dinastia Shang, que havia estat governant la vall del riu Groc des del segle XVI aC. Va ser un dels tres fills masculins de Wu Ding, nascut per la reina consort principal de Wu, Fu Jing. Tenia dos germans grans, Zu Geng, Zu Ji, i una germana, Xiao Chen Tao.
El seu pare Wu Ding va ser un dels governants xinesos més notables de la dinastia Shang. Després de més de 59 anys a partir del 1250 aC, Wu va transformar Shang d'un país en decadència a un estat poderós, ampliant la influència del riu Groc per arribar a terres llunyanes del Yangtze i la moderna Shaanxi. El germà gran de Zu, Zu Ji (祖己) es va titular "Xiaowang" (小王, "Rei expectant") i va nomenar successor de Wu Ding. Zu Ji va morir aviat, i va ser substituït per Zi Yue, o més tard conegut com Zu Geng. Durant el regnat de Zu Geng, el príncep Zi Zai es va convertir en el rei expectant.
Zu Jia va succeir al seu germà, reprenent la tradició de successió fraternal de Shang. El projecte de cronologia Xia-Shang-Zhou situa el regnat de Zu Jia entre 1184 - 1177 aC. Els Annals de bambú (竹書紀年) ofereixen un altre marc temporal, que David Nivison va identificar com 1177 - 1156 aC. L'any de la seva successió, segons Nivison, explica el seu nom regnal. D'acord amb les regles de nomenclatura de la dinastia Shang, l'era regnal del rei va rebre el nom del primer dia de l'any de successió. 1177 aC va començar amb un dia gui en cicle sexagenari. El nom gui era tabú ja que coincidia amb el nom de l'avantpassat Shang Zhu Gui (主癸, pare de Cheng Tang). Com a resultat, l'endemà de gui, jia, va ser escollit com a nom regnal. L'altre caràcter Zu es va utilitzar per distingir el rei d'altres monarques que compartien el mateix nom jia.

### Mort
El Projecte de cronologia Xia-Shang-Zhou indica que l'any de la seva mort és el 1177 aC, diversos anys després de la seva adhesió. La informació dels Annals de bambú s'interpreta i produeix el 1156 aC com a resultat. Després de la seva mort, va rebre un funeral reial, organitzat pel seu hereu immediat (enregistrat com Lin Xin o Geng Ding) i enterrat al cementiri reial de Shang a Xibeigang.
Igual que el seu germà Zu Geng, Zu Jia va ser un dels primers reis Shang a ser enterrat a la zona oest del cementiri. La secció va ser fundada per Wu Ding, amb l'objectiu de separar els successors de Wu dels seus avantpassats. Zu Jia va ser enterrat a la tomba 1003, prop de la tomba del seu germà (1004). La seva tomba va formar un cúmul amb la de Zu Ji i Zu Geng, i es va posicionar perquè pogués respectar els seus predecessors.